# Sequel (Band)
Sequel (deutsch Fortsetzung) ist eine deutsche Irish-Folk-Rock-Gruppe aus München. Die Gruppe existiert seit 1998 und besteht in der aktuellen Besetzung aus sieben Mitgliedern.

## Stil
Die Musik von Sequel setzt sich zusammen aus altem traditionell-irischem Liedgut, das mit Rock-Elementen wie Schlagzeug und E-Gitarre modernisiert und neu arrangiert wurde und vereint den typischen irischen Folk Rock mit Einflüssen der Pogues oder Levellers, unterlegt mit Eigenkompositionen im Folk Rock-Stil. Die Lieder erzählen wie die meisten irischen Traditionals vom irischen Alltag: Von Whiskey, Frauen und der Liebe, dem Abend im Pub, der Sehnsucht nach der Ferne, von der Großen Hungersnot 1845–1849 und vom irischen Freiheitskampf 1916–1921.

## Geschichte
Sequel entstand 1998 aus Teilen der Vorgängerband Drowning Bagpipes. Ergänzt durch Schlagzeug, Akkordeon und Bass entstand eine zunächst eher folkig ausgerichtete Musik, die sich im Laufe der Jahre von Folk Rock mit Weltmusikeinflüssen und Crossover-Elementen bis hin zum heutigen Fun Folk entwickelte.
Die Band besteht seit ihrer Gründung in fast unveränderter Formation. Lediglich im Sommer 2002 verließ der damalige Gitarrist Markus „Berschl“ Berkmüller die Band, während sich Sequel durch die Neuzugänge Christian „Chris“ Geller (Bass) 1999 und Axel „Woodstock“ Orlovius (E-Gitarre) 2008 zu einer achtköpfigen Band entwickelte. Nach dem Tod von „Basi“ Eberle (Violine, Mandoline) im Jahr 2016 übernahm – ebenfalls im Jahr 2016 – Martina Steenbock den Violinenpart, während Dominik „Doml“ Hartstein seither auch Mandoline spielt. Seit 2015 spielt Axel „Woodstock“ Orlovius nicht mehr aktiv mit, übernimmt aber gelegentlich noch Gastauftritte.
In der Anfangszeit trat die Band eher bei regionalen Veranstaltungen auf, Auftritte bei überregionalen Festivals und Veranstaltungen folgten ab 2003, wie etwa beim 10. Internationalen Musik- und Tanzfestival in Bad Salzungen (2003) oder beim 6. Irish Folk Open Air Festival in Poyenberg (2006).
Im Mai 1999 veröffentlichte Sequel die erste CD Good Tradition, 2002 entstand die CD Set the Sails, der 2006 die dritte Veröffentlichung LiveStyle folgte. Während die erste CD Good Tradition und die CD Set The Sails noch in Eigenproduktion und im Eigenverlag entstanden, wurde die CD LiveStyle in Zusammenarbeit mit dem Plattenlabel ELROI Record Productions produziert.

### Konzert-Highlights
- Irish Folk Open Air, Poyenberg (2006)[1]
- Internationales Tanz- und Musikfestival, Bad Salzungen (2003)
- St. Patrick’s Day Parade, München (2006, 2007, 2010)
- Fast Folk Festival, Eichstätt (2008)[2]
- Greenfarm Festival, Hallbergmoos (2007, 2008, 2009, 2010)[3]
- Brucker Altstadtfest, Fürstenfeldbruck (2006, 2007, 2008, 2009, 2010)[4]
- Musiknacht Dinkelsbühl (2004, 2006)
- Sinnflut Kulturfestival, Erding (2001, 2007)
- Theatron MusikSommer, München (2001)
- TUNIX, München (2004, 2008, 2011)[5][6]
- GARNIX, München (2003)
- StuStaCulum, München (2004, 2007, 2008, 2010)

## Diskografie

### Studioalben
- 1999: Good Tradition
- 2002: Set the Sails
- 2006: LiveStyle
- 2011: Folk for Money

### Videos
- 1999: Video Good Tradition